# Grete Fluss
Grete Fluss (* 6. Januar 1892 in Köln; † 25. Juli 1964 in Unkel am Rhein) war eine deutsche Sängerin, Humoristin, Komödiantin, Krätzchensängerin und Schauspielerin, die auf Hochdeutsch und Kölsch spielte und sang.

## Werdegang
Sie wuchs als neuntes von 14 Kindern des Polsterers und Kohlenhändlers Anton Fluss und seiner Frau Ursula im Kölner Veedel von Unter Krahnenbäumen auf. Schon als Schülerin hatte sie 1906 auf einer Veranstaltung der Karnevalsgesellschaft KG Greesberger in Köln ihren ersten Auftritt als Liedersängerin. Nach dem Besuch der Volksschule wurde sie 1907 in das Ensemble des Orchesterleiters Heinrich Körfgen aufgenommen. Künstlerische Schwerpunkte waren die Operette, leichte Unterhaltung und der Schlager. Sie trat in der Folgezeit im Colosseum in der Schildergasse und auch außerhalb Kölns auf. Ab 1910 konnte sie sich im bis dahin von Männern dominierten Kölner Karneval durchsetzen und war die erste Frau in der „Bütt“. Texter Hubert Ebeler schrieb 1910 den Text ihres ersten Mundartliedes Ech ben et Flusse, Flusse Griet („Ich bin das Gretchen Fluss“), woraus sich ihr Kosename Flusse Griet ableitete.
Ihr erster Auslandsaufenthalt war ein Gastspiel während des Ersten Weltkriegs im Rahmen der Truppenbetreuung bei Saint-Quentin, das im November 1915 zu einem vielbeachteten Erfolg geriet. Ab 1917 konzentrierte sich „et Flusse Griet“ auf Rat des Humoristen Paul Beckers ausschließlich auf Komödie und Revue. Sie beeinflusste – gemeinsam mit dem Komponisten Fritz Hannemann und dem Texter Engelbert Sassen – auch die inhaltliche Konzeption der Revuen. Diese fungierten bereits seit 1913 als Ersatz für die während der Besatzungszeit verbotenen traditionellen Karnevalssitzungen. 
Die von Januar bis Aschermittwoch zunächst im Kristallpalast in der Severinstraße und ab 1926 im Theater Groß-Köln täglichen Vorstellungen boten eine Mischung aus Varieté und Karnevalssitzung. Ihren ersten Revueauftritt feierte Fluss 1919 als Hauptdarstellerin in Jan un Griet im Metropol in der Apostelnstraße. Außerhalb der Karnevalssaison unternahm Fluss ab 1928 umfangreiche Deutschlandtourneen. Durch ihre Gastspiele in der Scala, dem Plaza und dem Wintergarten in Berlin avancierte sie zu einer der deutschlandweit populärsten Künstlerinnen jener Zeit. 
1930 wurde im Theater Groß Köln Die Fastelovendsprinzessin uraufgeführt, in der sie die Titelrolle übernahm und mit dem von Willi Ostermann komponierten Titel Och, wat wor dat fröher schön doch in Colonia (Ach, was war das früher schön doch in Colonia) begeisterte. Ihre parodistische Interpretation des „sterbenden Schwans“ in Dat singende klingende Köln aus dem Jahr 1931 bildete einen Höhepunkt des Kölner Revuetheaters. 
Nach dem Zweiten Weltkrieg nahm sie 1946/47 in einem der wenigen erhaltenen Säle Kölns, dem Kölner Varieté-Theater Tazzelwurm, in Zusammenarbeit mit dem Komponisten Gerhard Jussenhoven ihre Karriere wieder auf. 1949 trat sie im Kölner Zirkusbau Williams in der Revue Rund öm de Freud (Rund um die Freude) auf. Dort begeisterte die füllige Humoristin die Besucher mit einer Reiteinlage auf einem Elefanten. Mit ihrem Auftritt als Mutter Colonia im Jahr 1950 anlässlich des ersten Rosenmontagszuges nach dem Zweiten Weltkrieg gelang es ihr, unter der traumatisierten Bevölkerung ihrer zerstörten Heimatstadt neue Zuversicht zu verbreiten. 
Im Laufe ihrer Karriere arbeitete sie mit bedeutenden Kölner Autoren und Komponisten zusammen. Zu ihnen gehörten Hans Jonen (1892–1958), Franz Chorus († 1952), Gerhard Ebeler (1877–1956) sowie dessen Bruder Hubert Ebeler (1866–1946), der 1910 den Text ihres ersten Mundartliedes Ech ben et Flusse, Flusse Griet gedichtet hatte. Bis Ende 1956 wirkte sie in 30 Revuen mit. In ihren Rollen als Mutter Colonia, Haremsdame, Madam Butterfly, Negerin und Petronell von der Damenkapell belustigte sie das Publikum. 
Mit der Revue Stell dich jeck (Stell dich verrückt) aus Anlass ihres 65. Geburtstages am 6. Januar 1957 feierte sie im Kölner Kaiserhof-Theater eine erfolgreiche Premiere. Nach ihrem fünfzigsten Bühnenjubiläum versuchte Fluss mehrmals den Rückzug. Mit dem Gastspiel in der Revue Do sidder paff (Da seit ihr überrascht) 1962 im Edelweiß-Theater verabschiedete sie sich endgültig von ihrem Publikum. Ihren Ruhestand verbrachte sie mit ihrem Ehemann, Ludwig Westkamp († 1976), in Unkel. Hier starb sie am 27. Juli 1964 nach längerer Krankheit. Beigesetzt wurde sie auf dem dortigen Friedhof.
Grete Fluss wurde zum Vorbild für die – ebenfalls füllige – Trude Herr, die die letzten Jahre ihrer populären Vorgängerin noch miterlebte. 